# Masahiro Yasuoka
Masahiro Yasuoka (安岡正篤, Yasuoka Masahiro, 13 février 1898 – 13 décembre 1983) est un philosophe et érudit japonais, spécialiste du yangmingisme. A travers son enseignement et ses écrits, il a influencé de nombreux hommes politiques. On le considère aussi comme un homme de l'ombre et une éminence grise.

## Jeunesse et formation
Yasuoka nait à Osaka le 13 février 1898. Quand il est encore enfant, ses parents lui apprennent à lire les classiques chinois, les Quatre Livres.
Il étudie à l'université impériale de Tokyo et son mémoire de fin d'études Une étude de Wang Yangming attire l'attention de nombreux intellectuels et hommes politiques. Après avoir obtenu son diplôme en 1922, il travaille pendant six mois au ministère de l'Éducation.
Masahiro Yasuoka est un étudiant brillant; cependant, il manquait des cours lorsqu'il était à l'Université impériale de Tokyo au profit de la lecture de livres à la bibliothèque. Dans la deuxième édition de son étude sur Wang Yangming en 1960, il évoque la lecture de nombreux ouvrages occidentaux importants, mais aussi son retour aux ouvrages chinois et japonais. Il écrit : « J'ai senti que ma colonne vertébrale s'est renforcée quand j'ai lu les Dossiers du Grand Historien et Zizhi Tongjian. »

## Carrière
Il crée un institut d'études asiatiques et met l'accent sur le nationalisme traditionnel du Japon alors que la démocratie Taishō est en vogue (1912-1926). Alors qu'il travaille comme instructeur au Département de la pensée asiatique de l'université de Takushoku, il écrit des livres qui attirent l'attention de certains nobles et officiers militaires. En 1927, il établit une école privée, le Kinkei Gakuen, dans la maison de Sakai Tadamasa, un membre de la Chambre des pairs du Japon. Il y accueille un temps Nisshō Inoue. En 1931, avec l'aide des zaibatsu, des conglomérats japonais, il fonde une école privée dans la préfecture de Saitama, la Nihon Nōshi Gakkō, (ou "École des fermiers du Japon") pour enseigner la pensée asiatique et sa philosophie. En 1932, il fonde un groupe de droite appelé Kokuikai. Fumimaro Konoe, Kōki Hirota et d'autres personnalités influentes en font partie, mais le groupe est perçu comme exerçant un pouvoir opaque, ce qui conduit à sa fin au bout de deux ans.

## Influence
La philosophie de Yasuoka a une grande influence. Il participe à l'invention de la tradition du bushido et à son usage politique à des fins impérialistes. Mitsugi Nishida et Ikki Kita qui sont associés à l'incident du 26 février ont été inspirés par lui, bien que l'on ne sache pas exactement comment. Isoroku Yamamoto, Masaharu Homma, Yukio Mishima, Yashiro Rokuro, Chiang Kai-shek, le grand champion de sumo Futabayama et Eiji Yoshikawa se réclament de lui. En 1944, il devient conseiller au ministère de la Grande Asie orientale .

## Après la guerre
Le Commandement suprême des forces alliées ordonne la dissolution de ses groupes et écoles, et Yasuoka lui-même est mis à l’écart en raison de son implication dans le ministère de la Grande Asie de l'Est. En 1949, il organise les Shiyukai (Amis du professeur) ; ce groupe existe encore à ce jour (2012) et comprend un Hokkaido Shiyukai, Kansai Shiyukyokai et Himeji Shiyukai. Après la guerre, on lui demande d'écrire des discours politiques de nombreux premiers ministres. Il devient également un guide spirituel et un enseignant pour de nombreux premiers ministres, dont Shigeru Yoshida (qui appelle Yasuoka le vieux professeur malgré le fait que Yoshida ait 20 ans de plus que lui), Hayato Ikeda, Eisaku Satō, Takeo Fukuda et Masayoshi Ōhira. Yasuoka cependant se montre discret sur ce sujet.
Yasuoka est connu pour avoir collaboré au Rescrit de Reddition Impériale sur certains points. Le 12 août 1945, Hisatsune Sakomizu, le secrétaire en chef du cabinet, rend visite à Yasuoka et lui demande de vérifier le rescrit de reddition. Yasuoka apporte de nombreux changements, mais le lendemain, il constate que l'un des trois points sur lesquels il avait apporté des modifications est resté inchangé. Néanmoins, il réussit à donner à Hirohito l'image d'un souverain confuciuste bienveillant restaurant la paix et l'harmonie. Yasuoka a rencontré Hirohito trois fois après la guerre, lors de garden-parties. Hirohito a remercié Yasuoka pour ses efforts à la fin de la guerre, et a demandé à Yasuoka s'il étudiait comme avant, ce à quoi Yasuoka a répondu "Oui" avec ravissement. Après la mort de Yasuoka, Hirohito a assisté un jour à une table ronde au cours de laquelle l'un des participants a déclaré: "Yasuoka a dit un jour qu'une fois que l'empereur avait dit quelque chose, rien ne pouvait être dit en plus." À cela, Hirohito hocha la tête.
En raison de sa connaissance de l'histoire de la Chine, Yasuoka a été invité à nommer diverses sociétés: la Kōchikai ("Société de la grande mare") est l'une d'entre elles. Grâce également à son érudition chinoise, il donna son nom à la nouvelle ère, Heisei, bien qu'il n'ait pas survécu à l'ère Shōwa. L’appellation Heisei a été conçue par Yasuoka en 1979, ce qui a été communiqué au gouvernement. Tatsuro Yamamoto, professeur émérite de l'Université de Tokyo, a confirmé cela au gouvernement en 1995.